# Trois Zéros
Ne doit pas être confondu avec Triple Zéro (roman).
Série
Quatre Zéros
(2024)
Pour plus de détails, voir Fiche technique et Distribution.
Trois Zéros (également typographié 3 Zéros) est un film français réalisé par Fabien Onteniente, sorti en 2002.
Une suite, Quatre Zéros, est sortie en 2024.

## Synopsis
À la maison d'arrêt de Fresnes, un match de football a lieu dans la cour. Tibor Kovacs, un jeune Hongrois, fait des prodiges avec le ballon. Véritable virtuose du football, il rêve de jouer en équipe de France. Pour Manu, son compagnon de cellule, Tibor est un cadeau du ciel.

## Fiche technique
Sauf indication contraire, les informations mentionnées dans cette section peuvent être confirmées par la base de données cinématographiques IMDb,  présente dans la section « Liens externes ».
- Titre original : Trois Zéros ou 3 Zéros (graphie de l'affiche)
- Titre international : Shooting Stars[1]
- Réalisation : Fabien Onteniente
- Scénario : Fabien Onteniente, Emmanuel Booz et Philippe Guillard
- Musique : Stomy Bugsy et Nicolas Errèra
- Décors : William Abello
- Costumes : Sandrine Langen et Jean-Marc Mireté
- Photographie : Jérôme Robert
- Son : Jean-Paul Bernard, Christel Martin
- Montage : Philippe Doria Machado, Dominique Galliéni et Vincent Tabaillon
- Production : Éric et Nicolas Altmayer
  - Production déléguée : Pierre Chalons
- Sociétés de production[2] : BAC Films, Mandarin Films, TF1 Films Production et Canal+
- Sociétés de distribution[3] : BAC Films (France) ; Les Films de l'Elysée (Belgique) ; Agora Films Suisse (Suisse romande) ; Columbia Pictures (Monde)
- Budget : 12 950 000 €[4]
- Pays de production :  France
- Langue originale : français
- Format[5] : couleur - 2,35:1 - 35 mm (Cinémascope) - son DTS / Dolby Digital
- Genre : comédie
- Durée : 98 minutes
- Dates de sortie[1] :
  - France, Belgique, Suisse romande : 24 avril 2002[6],[3]
- Classification :
  - France : tous publics[7]
  - Belgique : tous publics (Alle Leeftijden)[6]

## Distribution
- Gérard Lanvin : Alain Colonna
- Samuel Le Bihan : Manu
- Lorànt Deutsch : Tibor Kovacs
- Gérard Darmon : Oscar Marbello
- Ticky Holgado : Angelo
- Isabelle Nanty : Sylvie
- Stomy Bugsy : Michael Sylvain
- Wladimir Yordanoff : le président Spizner
- Serge Riaboukine : Frederic Dommange
- Léa Drucker : Debby
- Axelle Laffont : Nath
- Cathy Guetta : Fred
- Mareva Galanter : Eva
- Robert Castel : l'entraineur de l'Olympique de Paris
- Firmine Richard : Rose
- Stéphanie Reynaud : Chantal
- Vincent Lecœur : Leclerc
- Jean Tiberi : le maire
- Frigide Barjot : Brigitte
- Nitsa Benchetrit :
- Ibrahim Koma :
- Maaike Jansen : Mme Kovacs
- Souad Amidou : Fabienne
- Thierry René : Debailly
- Catherine Astier : Clara
- Émeline Bayart : Sonia
- Antoine Blanquefort : Celio
- Nadia Bourasse : Nadège
- Caroline Bray : joueuse La Motte Noiseau
- Stéphanie De Carolis : Florence Spizner
- Philippe Cotten : Antoine
- Diabolo : le premier habitué de la pizzeria
- Sergio Do Vale : J.P.
- Olivier Doran : le coach prison
- Isabelle Dunatte : Corinne
- Ouassini Embarek : Ali
- Nadia Erimé : Nadia
- Anna Favre : l'hôtesse
- Emmanuel Feliu : le barman
- Thierry Fohrer : l'adjoint du maire
- Frédéric Gérard : Ragnalli
- Thierry Gervais-Antoine : Rosario
- Enrico Di Giovanni : Salvatore Graziano
- Luq Hamet : le chef de rang
- Abel Jafri : Karim
- Foc Khan : le photographe
- Laurent Le Houezec : Le Gaenec
- Jean-Pierre Loustau : Paul
- Basille Minatchy : le second habitué de la pizzeria
- Ludovic Paris : Zatelli
- Serge Ridoux : le grand journaliste
- Jean Roch : David Riva
- Rémy Roubakha : le petit journaliste
- Stéphan Sacquin : le maton
- Laurent Salsac : un arbitre
- Éric Théobald : Vincent
- Ricky Tribord : Diouf
- Matthias Van Khache : le Marseillais
- Daniel Vermot : un officiel de la FFF
- Bobane Veselinovic : Basavelic
- Sami Zitouni : Dan
- Marie-Laetitia Bettencourt : une fille dans la rue
- Alexandre Picot : un CRS

Et dans leurs propres rôles
- Rolland Courbis, en tant qu'entraîneur du club turc Beşiktaş Istanbul
- Luis Fernandez
- Jean-Pierre Papin
- Ronaldinho
- Thierry Roland
- Lilian Thuram
- Jay-Jay Okocha
- Mauricio Pochettino
- Pierre Ménès
- Pascal Praud
- Jean-Jacques Bernard
- Alex Dias
- Laurent Paganelli
- Hermine de Clermont-Tonnerre
- Raí
- Feliciano di Blasi
- Bernard Mendy
- Jean-Michel Larqué
- Giselle Guetta
- Marie Isabelle Laborde
- Clélie Leveugle
- Karim Nedjari
- Bartholomew Ogbeche
- Nelson Picoteiro
- Muriel Reus
- François Samuelson
- Boubacar Sarr
- Guy Sitruk
- Sébastien Thiéry

## Production

### Tournage
Lieux de tournage :
- Paris (notamment à l'hôtel Intercontinental et au Paradis latin)
- Parc des Princes et Stade de France
- Région parisienne :
  - Yvelines (Plaisir - quartier des Gâtines, Saint-Germain-en-Laye)
  - Essonne (Arpajon - place des Halles, Saint-Germain-lès-Arpajon, Sermaise)
  - Hauts-de-Seine (Levallois-Perret, Colombes)
  - Seine-Saint-Denis (Bagnolet)
- Gas (Eure-et-Loir)
- Rio de Janeiro, Istanbul
- Studios SETS à Stains

## Accueil

### Box-office
- Box-office France : 1 252 127 entrées[9]

## Récompenses et distinctions
En 2003, 3 Zéros a été sélectionné deux fois dans diverses catégories et a remporté une récompense,.

### Récompenses
- Étoiles d'or du cinéma français 2003 : Étoile d’or de la révélation masculine pour Lorànt Deutsch.

### Nominations
- César 2003 : Meilleur jeune espoir masculin pour Lorànt Deutsch.

## Anecdotes autour du film
- Le discours qu'Isabelle Nanty fait aux joueuses de son équipe pendant le film rappelle celui qu'Aimé Jacquet avait fait durant la Coupe du monde 1998 retranscrit dans Les Yeux dans les Bleus.
- Fabien Onteniente, Lorànt Deutsch, Gérard Darmon et Samuel Le Bihan font partie des inconditionnels du PSG : le club ainsi que ses maillots étaient de ce fait largement présents dans le film.
- Samuel Le Bihan porte une réplique de l'ancien maillot de l'ASSE, avec le logotype de Manufrance, qui date des années 1970.

## Éditions en vidéo
- Date de sortie DVD : 4 décembre 2002